# Климент Петрушев
Климент (Клим, Калин) Георгиев Петрушев (Петров) е български революционер,  опълченец (1877 – 1878) от Македония.

## Биография
Роден е в 1861 година в Охрид, тогава в Османската империя. Учи в Солун. Член е на тайна революционна организация в Охрид и като такъв участва в покушение срещу управителя на града, след което през Цариград бяга в Румъния, където се препитава като слуга в гостилница.
Постъпва в Българското опълчение, пристигайки от Браила. На 2 май 1877 година е зачислен във II дружина, IV рота. Уволнен е на 4 юли 1878 година.
След Освобождението остава в новосъздаденото Княжество България. Първоначално живее в Кюстендил, където работи в гостилница. По-късно се преселва в село Галово, Оряховско, където е един от първите заселници (тамошните татари избягват по време на войната). Изкарва си прехраната като бакалин.
Награден е със знака за отличие на Военния орден „Свети Георги“ IV степен за проявен героизъм в боя при Шипка – Шейново.
Обявен за почетен гражданин на Габрово през 1923 година заедно с останалите живи по това време опълченци, известни на габровци. Известен е като дедо Климо Опълченеца.
Умира на 16 февруари 1924 година в село Галово.
Има шестима сина, от които най-малкият, Петруш Климентов Петрушев (1912 – 1965), става партизанин в отряда на Гаврил Генов, а след Деветосептемврийския преврат – виден деец на БКП, в апарата на ЦК; в селото има паметна плоча за него, а училище в Оряхово носи името му.